# Sumas y restas
Sumas y restas és una pel·lícula colombiana dirigida pel cineasta Víctor Gaviria i estrenada l'any 2005. Relata els orígens del narcotràfic en els anys 80 a Colòmbia. Guanyadora de diversos premis en diferents festivals de cinema a nivell nacional i internacional.

## Sinopsi
Santiago Restrepo és un enginyer civil que viu a la ciutat de Medellín amb la seva família i que a causa de problemes econòmics s'introdueix en el fosc món del tràfic de drogues en relacionar-se amb Gerardo, un narcotraficant que comença a tenir poder a la ciutat. La seva amistat sembla indestructible, tant per les festes decadents com per l'aparent prosperitat sense límits que li ofereix Gerardo. No obstant això, el veritable ser del traficant es revela per la mort violenta del seu germà i pel fracàs estrepitós del seu primer enviament de cocaïna. D'aquesta manera Santiago es converteix en l'objectiu d'un pla macabre traçat per Gerardo: el seu segrest extorsiu. L'acomodada família de l'enginyer no té una altra opció que pagar el quantiós rescat demanat pels sequaços de Gerardo, davant les violentes amenaces d'aquests. Però Gerardo no se'n surt amb la seva perquè ell resulta tirotejat en un restaurant per sicaris pagats per l'altre soci de Santiago, principal afectat pel fallit enviament de la droga. Igual que Gerardo, els seus sequaços més tard van morir de la mateixa forma (encara que no es va mostrar en la pel·lícula). Pel que sembla el soci li va oferir a Santiago protecció i l'oportunitat de refer la seva vida a canvi de lliurar al responsable de perdre una quantiosa suma de diners en l'embarcament.

## Cinema i realitat
El cineasta Víctor Gaviria s'ha destacat per utilitzar en les seves pel·lícules un to documental per a narrar fets reals pel que en els seus films empra únicament actors naturals amb vivències similars a les dels seus personatges.

## Premis
| Any  | Festival                                                  | Categoria                                                                                             |
| ---- | --------------------------------------------------------- | --- |
|      | Festival Internacional de Cinema de Cartagena de Indias   | - Millor Director (Víctor Gaviria) - Millor Pel·lícula - Millor Actor de Repartiment (Fabio Restrepo) |
|      | Festival de Cinema Llatinoamericà de Miami                | - Millor Pel·lícula - Millor actor                                                                    |
| 2006 | Academia Mexicana de Artes y Ciencias Cinematográficas    | - Ariel a la Millor Pel·lícula Iberoamericana                                                         |
|      | Festival de Cinema Llatinoamericà de Tolosa de Llenguadoc | - Gran Premi a la millor pel·lícula sud-americana - Gran Premi a millor actor                         |
|      | Festival Internacional de Cinema de Sant Sebastià         | - Cinema en construcció                                                                               |